# Джанет Джексон
Джане́т Дамі́та Джо Дже́ксон (англ. Janet Damita Jo Jackson; нар. 16 травня 1966) — американська співачка, авторка пісень, композиторка, продюсерка музики та кіно, модельєрка, танцюристка та хореографка, письменниця, акторка та модель. Феміністка та ВІЛ \ СНІД-активістка. Одна з найбільш продаваних виконавиць за всю історію сучасної попмузики, на рахунку якої понад 100 мільйонів копій записів (за даними журналу «Billboard»). На 11 місці у рейтингу найбільш продаваних американських виконавиць Американської асоціації звукозаписних компаній.

## Життєпис
Народилася 16 травня 1966 року. Старший брат Майкл теж співак і танцюрист. 
Почала виступати у 7-річному віці, в 1976 році знялася в серіалі The Jacksons. У 16 років підписала контракт з рекорд-лейблом A & M, який випустив її перший альбом. Однак популярність співачка отримала завдяки платівці Control, що вийшла в 1986 році.
У 2004 році з вибухнув скандал під час її виступу на церемонії Super Bowl разом з Джастіном Тімберлейком, котрий під час виступу зняв із Джексон шкіряну куртку, оголивши її груди.
В грудні 2012 року таємно одружилася з катарським мільярдером Віссамом аль-Мана (Wissam Al Mana). У квітні 2016 року поширились чутки про вагітність Джексон, у жовтні офіційно підтверджені подружжям. Народила сина Ейсса.
Повідомлялося про досвід депресії мисткині.

## Дискографія
Студійні альбоми
- 1982: Janet Jackson
- 1984: Dream Street
- 1986: Control
- 1989: Janet Jackson's Rhythm Nation 1814
- 1993: janet.
- 1997: The Velvet Rope
- 2001: All for You
- 2004: Damita Jo
- 2006: 20 Y.O.
- 2008: Discipline
- 2015: Unbreakable

Компіляційні альбоми
- Control — The Remixes (1987)
- Janet.Remixed (1995)

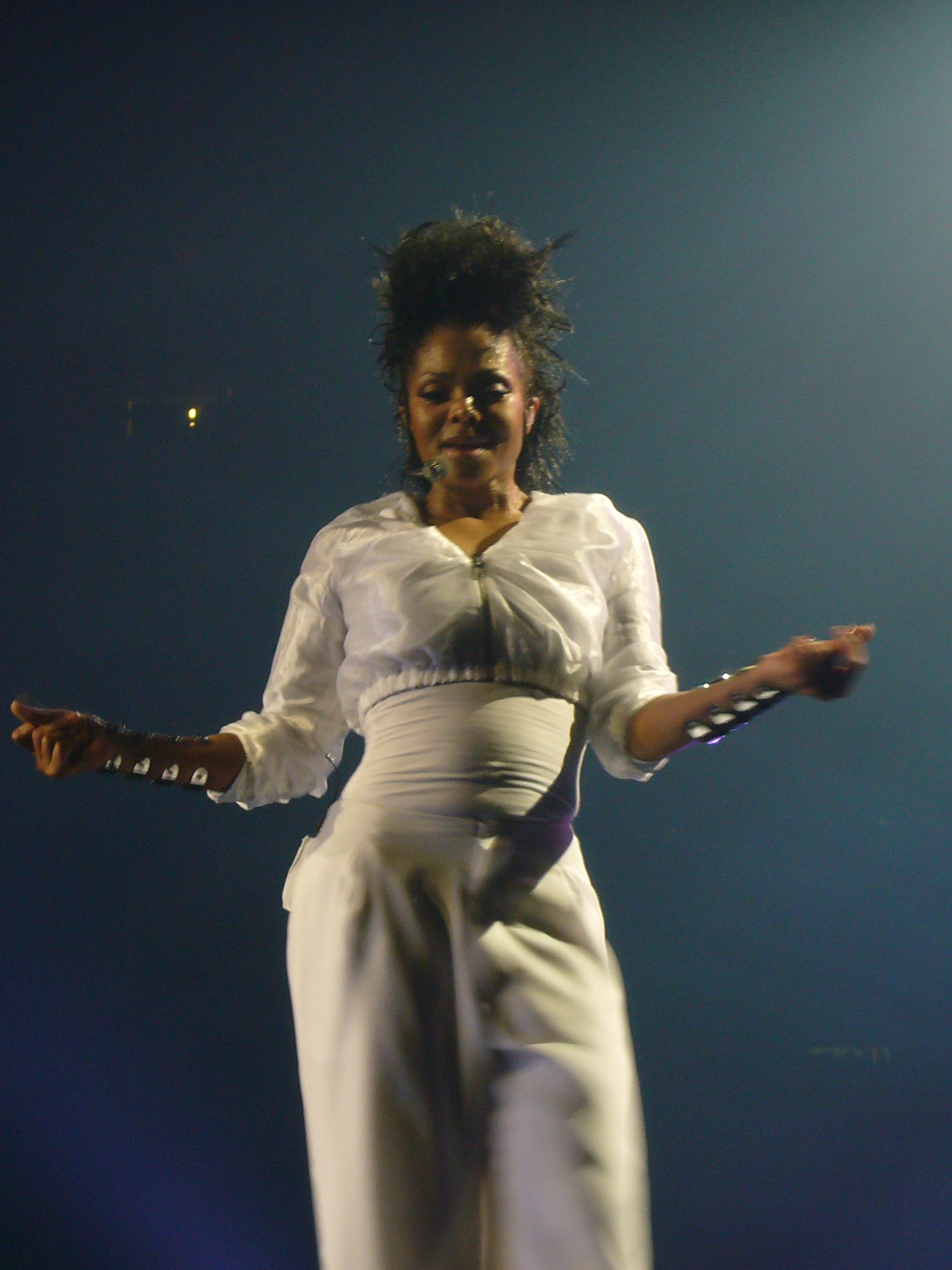
Джанет Джексон під час концертного туру Rock Witchu Tour. Виступ у Роджерс-арена, Ванкувер, Канада, 10 вересня 2008

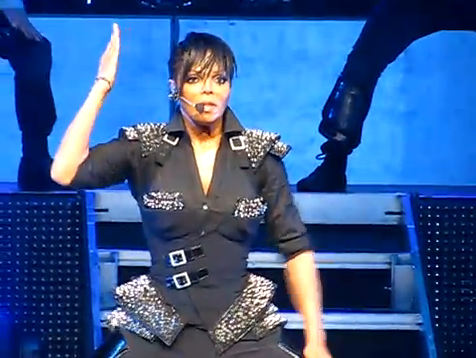
Джанет Джексон під час концертного туру Number Ones, Up Close and Personal. 30 червня 2012

- Janet Jackson 1986—1996 Design Of A Decade (1996) 11.5 milionów sprzedanych egz.
- The Best (2009)

Сингли
- 1982: Young Love
- 1983: Come Give Your Love to Me
- 1983: Say You Do
- 1984: Don't Stand Another Chance
- 1984: Fast Girls
- 1985: Two to the Power of Love" (duet Cliff Richard)
- 1986: What Have You Done for Me Lately
- 1986: Nasty
- 1986: When I Think of You #1 us.
- 1987: Control
- 1987: Let's Wait Awhile
- 1987: The Pleasure Principle
- 1987: Funny How Time Flies (When You're Having Fun)
- 1989: Miss You Much #1 us.
- 1989: Rhythm Nation
- 1990: Escapade #1 us.
- 1990: Alright
- 1990: Come Back to Me
- 1990: Black Cat #1 us.
- 1991: Love Will Never Do (Without You) #1 us.
- 1991: State of the World
- 1993: That's the Way Love Goes #1 us.
- 1993: If
- 1993: Again #1 us.
- 1994: Because of Love
- 1994: Any Time, Any Place
- 1994: Throb
- 1994: You Want This
- 1995: Whoops Now
- 1995: What'll I Do
- 1995: Scream (duet Michael Jackson)
- 1995: Runaway
- 1996: Twenty Foreplay
- 1996: The Best Things in Life Are Free (duet Luther Vandross)
- 1997: Got 'Til It's Gone (duet Joni Mitchell i Q Tip)
- 1997: Together Again #1 us.
- 1998: I Get Lonely
- 1998: Go Deep
- 1998: You
- 1998: Every Time
- 1999: What's gonna be? (Busta Rhymes feat. Janet)
- 1999: Girlfriend/Boyfriend" (duet Blackstreet i Eve)
- 2000: Doesn't Really Matter #1 us.
- 2001: All for You #1 us.
- 2001: Someone to Call My Lover
- 2002: Son of a Gun (duet Missy Elliott i Карлі Саймон)
- 2002: Come on Get Up
- 2002: Feel it boy (Beeny Man feat. Janet)
- 2004: Just a Little While
- 2004: I Want You
- 2004: All Nite (Don't Stop)
- 2004: R&B Junkie
- 2006: Call on Me (duet Nelly)
- 2006: So Excited (duet Khia)
- 2006: Enjoy
- 2006: With U
- 2007: Feedback
- 2008: Rock With You
- 2008: Luv
- 2008: Can't Be Good
- 2009: Make Me
- 2010: Nothing